# Adrian Ilie
Adrian Bucurel Ilie, född 24 april 1974 i Craiova, Rumänien, är en före detta fotbollsspelare. Ilie har bland annat spelat för klubbar som Galatasaray, Valencia CF, FC Steaua Bukarest, Deportivo Alavés och FC Zürich. Han har också representerat Rumänien vid VM 1998 samt EM 1996 och 2000. År 2005 avslutade Adrain Ilie sin fotbollskarriär efter flera års skadebekymmer.